# Liste der Kulturdenkmäler in Kirschweiler
In der Liste der Kulturdenkmäler in Kirschweiler sind alle Kulturdenkmäler der rheinland-pfälzischen Ortsgemeinde Kirschweiler aufgeführt. Grundlage ist die Denkmalliste des Landes Rheinland-Pfalz (Stand: 12. Juni 2023).

## Einzeldenkmäler
| Bezeichnung             | Lage                               | Baujahr                   | Beschreibung                                                                       | Bild            |
| ----------------------- | ---------------------------------- | ------------------------- | ---------------------------------------------------------------------------------- | --------------- |
| Kindergarten            | Angewann 2 Lage                    | 1910–24                   | ehemalige Schule; barockisierender Walmdachbau, Portalrisalit, Dachreiter, 1910–24 | BW              |
| Grabsteine              | Hauptstraße, auf dem Friedhof Lage | ab 1855                   | drei ältere Grabsteine (1855, um 1910, 1920)                                       | BW              |
| Wohn- und Geschäftshaus | Hauptstraße 22 Lage                | Ende des 19. Jahrhunderts | villenartiges späthistoristisches Wohn- und Geschäftshaus                          | BW              |
| Wohnhaus                | Hauptstraße 27 Lage                | um 1910                   | Wohnhaus mit Kniestock, um 1910; mit Schleifereiwerkstatt                          | BW              |
| Evangelische Kirche     | Kirchgasse Lage                    | 1739/40                   | Saalbau mit Dachreiter, Wappenstein, 1739/40; zwei Bronzeglocken, 1924             | Fotos hochladen |
| Schleiferei             | Tampelstraße, gegenüber Nr. 8 Lage | um 1910                   | Schleiferei, um 1910; Ausstattung teilweise erhalten                               | BW              |